# Lo sceriffo dalla frusta d'acciaio
Lo sceriffo dalla frusta d'acciaio (The Vanishing Outpost) è un film del 1951 diretto da Ron Ormond.
È un western statunitense con Lash La Rue, Al St. John e Archie Twitchell.

## Produzione
Il film, diretto da Ron Ormond su una sceneggiatura di Alexander White, fu prodotto dallo stesso Ormond per la Western Adventures Productions.

## Distribuzione
Il film fu distribuito con il titolo The Vanishing Outpost negli Stati Uniti nel novembre 1951 al cinema dalla Western Adventures Productions, dalla Hollywood Film Exchange, dalla Sack Amusement Enterprises e dalla Special Pictures Company.
Altre distribuzioni:
- in Danimarca il 25 gennaio 1954 (Fuzzy går amok)
- in Germania Ovest nel 1957 (Mit Peitsche und Pistole)
- in Austria nell'agosto del 1957
- in Italia (Lo sceriffo dalla frusta d'acciaio)
- in Germania Ovest (Mit Peitsche und Pistole)
- nel Regno Unito nel 1951 dalla Equity British Films
- in Canada nel 1951 dalla Excellent Film Exchange
- negli Stati Uniti in DVD nel 2005 dalla Comet Video

## Promozione
Le tagline sono:
- WHEN THE LAW JOINS 'LASH'...OUTLAWS TAKE COVER!
- RATS TAKE COVER...WHEN 'LASH' AND 'FUZZY' TAKE OVER!
- LASH DECODES A LETTER...AND WINDS UP IN THE FIGHT OF HIS LIFE!